# آلفرد رده
آلفرد رُده (ایتالیایی: Alfred Rode؛ ‏ ۴ ژوئن ۱۹۰۵ – ۲۲ ژوئیهٔ ۱۹۷۹) یک کارگردان فیلم، هنرپیشه، موسیقی‌دان و آهنگساز ایتالیایی-فرانسوی بود.
از فیلم‌ها یا مجموعه‌های تلویزیونی که وی در آن‌ها نقش داشته‌است می‌توان به کارناوال اشاره نمود.